# Premio Széchenyi
Il premio Széchenyi è la decorazione dello Stato ungherese che dal 1990 è dato come riconoscimento ai rappresentanti della vita scientifica. Ha due gradi: il grande premio e il premio. Il premio Széchenyi è esente da imposizione fiscale.

## Descrizione del premio
Dal 2000 il Premio Széchenyi è una creazione plastica che rappresenta István Széchenyi, di 89 millimetri, di bronzo dorato. La base della statua ha l'altezza di 255 millimetri, diametro di 40 millimetri di rame, la parte superiore che sostiene la statua è dorata, la parte inferiore che sostiene il premio è coperto d'argento. Oltre a tutto ciò il premiato riceve una medaglione che rappresenta il conte.

## Gradi
- Premio La somma del premio nell'anno 2006 è stata attorno a 6,2 milioni di fiorini.
- Grande premio La somma del Grande premio è la somma doppia del premio.